# 菠菜沙拉
菠菜沙拉（英語：Spinach salad）是一種以菠菜為主要成分的沙拉，其他的成分可能包括番茄、蛋、乾酪、核桃或者莓果（如蔓越橘、草莓莓果）等；經典的菠菜沙拉配料有溫煙肉或油醋汁，但其配料是多樣化的。